# 李翰祥
李翰祥（英語：Li Han-Hsiang，1926年4月18日—1996年12月17日），外號李黑，是香港電影導演，曾在香港、台灣、中國大陸執導電影。作品中以宮闈片、歷史片聞名，曾多次獲得亞洲影展、金馬獎等。李翰祥曾與邵氏電影公司另外三位擅於拍攝古裝或武俠片的名導演胡金銓、張徹及楚原合稱「四大帥」或「邵氏四大導演」。

## 生平
1926年4月18日（丙寅年農曆三月初七），李翰祥出生於遼寧錦西，就讀北京西城市立北魏胡同小學和北京市第三中學，讀至高中二年級時考入國立北平藝術專科學校學習油畫，後在上海戲劇專科學校學戲劇電影。他入讀北平藝術專科學校期間因閑時喜歡戲劇及表演藝術，於是擔任學校的綜藝劇團團長，並在排戲過程中認識戲劇家馬彦樣。
李翰祥於1948年赴香港，曾做美工、小演員等。1954年首次執導，並進入邵氏，拍攝多套古裝片，包括《江山美人》、《梁山伯與祝英台》等，獲得票房與好評。1963年，在電懋老闆陸運濤支持下到台灣成立國聯電影，1965年的《西施》獲得金馬獎最佳故事片導演。其後改拍一系列票房不俗的奇情片、骗术片、風月片，與白小曼、余莎莉、陈萍、邵音音、狄娜、胡锦、陳思佳、恬妮、楚湘雲等多位女星有合作經歷。1972年拍摄《大军阀》，把许冠文带入影坛，并教他电影的知识，奠定日后他成为影响香港影坛走向的重要人物。
1983年，李翰祥至中國大陸，拍攝其清宮三部曲：《火燒圓明園》、《垂簾聽政》、《火龍》等一系列清宮片，把原放弃当TVB艺员的梁家辉带入影坛，让他成为实力派的影帝。
1996年8月起，李翰祥在北京拍攝劉曉慶主演的40集電視劇《火燒阿房宮》；於同年12月17日下午在錄影廠內開會討論拍攝殺青戲時突然心臟病發作，緊急送醫後搶救至晚上9時45分離世。

## 紀念文集
死後1997年12月台灣電影幕後製作人好友陳來奇替他出版紀念文集《永遠的李翰祥紀念專輯》。

## 家族
李翰祥的女兒李殿朗、李殿馨皆是演員，李殿馨曾經出演電影《三十年細說從頭》。兩姊妹也在以「愛新覺羅•溥儀的後半生」為題材的電影《火龍》分別飾演婉容皇后以及福貴人。

## 主要作品

### 1950年代
- 1954年 《嫦娥》 Lady from the Moon
- 1956年 《雪裡紅》 Red Bloom in the Snow
- 1956年 《水仙》 Beyond the blue horizon
- 1957年 《窈窕淑女》 A mating story
- 1957年 《黃花閨女》 Lady in Distress
- 1957年 《馬路小天使》 Little angels of the streets
- 1957年 《春光無限好》 A Mellow Spring
- 1957年 《移花接木》 He Has Taken Him for Another
- 1958年 《給我一個吻》 Give me a kiss
- 1958年 《妙手回春》 The magic touch
- 1958年 《貂蟬》 Diau Charn
- 1958年 《安琪兒》 The Angel
- 1958年 《丹鳳街》 Dan Fung Street
- 1958年 《全家福》 The Blessed Family
- 1959年 《殺人的情書》 Love Letter Murder
- 1959年 《江山美人》 The Kingdom and the Beauty
- 1959年 《兒女英雄傳》The Adventure of the 13th Sister

### 1960年代
- 1960年 《後門》
- 1960年 《倩女幽魂》
- 1962年 《楊貴妃》
- 1963年 《梁山伯與祝英台》 The Love Eterne
- 1963年 《武則天》 Empress Wu Tse-tien
- 1963年 《七仙女》
- 1964年 《一毛錢》
- 1964年 《王昭君》
- 1964年 《狀元及第》 Trouble on the Wedding Night
- 1965年 《西施》 Hsi Shih: Beauty of Beauties
- 1968年 《冬暖》 The Winter
- 1968年 《鬼狐外傳》
- 1968年 《破曉時分》 At Dawn
- 1969年 《揚子江風雲》（又名：一寸山河一寸血）Storm Over the Yangter River

### 1970年代
- 1970年 《喜怒哀樂》-「樂」 Four Moods
- 1970年 《緹縈》 The Story of Ti Ying
- 1971年 《騙術奇譚》
- 1972年 《騙術大觀》
- 1972年 《只羨鴛鴦不羨仙》
- 1972年 《大軍閥》 The Warlord
- 1972年 《風月奇譚》
- 1973年 《騙術奇中奇》
- 1973年 《牛鬼蛇神》
- 1973年 《北地胭脂》
- 1973年 《風流韻事》
- 1973年 《一樂也》
- 1974年 《金瓶雙艷》 Golden Lotus
- 1974年 《四季花開》（《富貴花開》）
- 1974年 《醜聞》
- 1974年 《聲色犬馬》
- 1975年 《港澳傳奇》
- 1975年 《傾國傾城》 The Empress Dowager
- 1975年 《捉姦趣事》
- 1976年 《騙財騙色》
- 1976年 《瀛台泣血》The Last Tempest
- 1976年 《洞房豔史》
- 1976年 《拈花惹草》
- 1977年 《風花雪月》
- 1977年 《乾隆下江南》
- 1977年 《金玉良緣紅樓夢》 The Dream of the Red Chamber
- 1977年 《佛跳牆》
- 1978年 《子曰食色性也》
- 1978年 《乾隆下揚州》
- 1979年 《軍閥趣史》
- 1979年 《鬼叫春》
- 1979年 《銷魂玉》

### 1980年代
- 1980年 《乾隆皇與三姑娘》 Emperor Chien Lung and the Beauty
- 1981年 《徐老虎與白寡婦》 Tiger and the Widow
- 1982年 《乾隆皇君臣鬥智》
- 1982年 《三十年細說從頭》 Passing Flickers (據回憶錄《三十年細說從頭》改編，香港:天地圖書，台北:聯經，1981，《影海生涯》，農村讀物出版社, 1987)
- 1982年 《武松》 Tiger Killer
- 1983年 《皇帝保重》
- 1983年 《火燒圓明園》 The Burning of the Imperial Palace
- 1983年 《垂簾聽政》 Reign Behind a Curtain
- 1986年 《火龍》 The Last Emperor
- 1988年 《八旗子弟》 Snuff Bottle
- 1989年 《一代妖后》（《西太后》） The Empress Dowager (1989)

### 1990年代
- 1991年 《敦煌夜譚》Dun Huang Tales of the Night
- 1991年 《金瓶風月》The Golden Lotus "Love and Desire"
- 1994年 《少女潘金蓮》The Amorous Lotus Pan
- 1994年 《情人的情人》
- 1996年 《火燒阿房宮》

## 關連人物
- 白小曼
- 余莎莉
- 陈萍 (演员)
- 邵音音
- 狄娜
- 胡锦
- 陳思佳
- 恬妮
- 楚湘雲
- 汪禹： 原名汪志權，是李瀚祥的義子

## 外部參考
- 李翰祥在互联网电影资料库（IMDb）上的資料（英文）
- 李翰祥在豆瓣上的资料（简体中文）
- 2007年3月至4月 第三十一屆香港國際電影節 李翰祥電影回顧展
- 財團法人國家電影中心─李翰祥導演 （页面存档备份，存于）